# 마야 붕붕
마야 붕붕은 일본의 닛폰 애니메이션이 제작한 TV 애니메이션 시리즈이다. 1975년 4월 1일부터 1976년 4월 20일까지 TV 아사히에서 총 52화로 방영되었다. 발데마르 본젤스의 꿀벌 마야를 바탕으로 한다.
대한민국에서는 1986년에 MBC에서 방영되었다.

## 이야기
이 이야기는 호기심이 많고 모험적이며 날아다니는 어린 꿀벌 마야와 주변 숲에서의 모험을 중심으로 한다.

## 등장인물
- 마야
- 윌리
- 플립
- 카산드라 선생